# Nina Gordon
Nina Rachel Gordon Shapiro (14 de noviembre de 1967) es una cantautora estadounidense. Es popular por su trabajo en la banda de rock alternativo Veruca Salt, la cual fundó en la ciudad de Chicago en 1993 junto a Louise Post. Abandonó la agrupación en 1998 debido a diferencias creativas, y se encaminó en una carrera solista lanzando dos álbumes de estudio hasta la fecha, Tonight and the Rest of My Life (2000) y Bleeding Heart Graffiti (2006). En el 2013 retornó a Veruca Salt.
Nina está casada con el músico Jeff Russo con el que tiene una hija, Ivy Nightingale (nacida en el 2006) y un hijo (nacido en el 2008).

## Discografía

### Solista
| Año  | Álbum                           |
| ---- | ------------------------------- |
| 2000 | Tonight and the Rest of My Life |
| 2004 | Even the Sunbeams               |
| 2006 | Bleeding Heart Graffiti         |

### Veruca Salt
| Año  | Álbum                                 |
| ---- | ------------------------------------- |
| 1994 | American Thighs                       |
| 1996 | Blow It Out Your Ass It's Veruca Salt |
| 1997 | Eight Arms to Hold You                |
| 2015 | Ghost Notes                           |

### Solista
| Año  | Sencillo                          |
| ---- | --------------------------------- |
| 2000 | "Tonight and the Rest of My Life" |
| 2001 | "Now I Can Die"                   |
| 2001 | 2003 (Promo)                      |
| 2006 | "Kiss Me 'Til It Bleeds"          |

### Veruca Salt
| Año  | Sencillo                     |
| ---- | ---------------------------- |
| 1994 | "Seether"                    |
| 1995 | "Number One Blind"           |
| 1997 | "Volcano Girls"              |
| 1997 | "Benjamin"                   |
| 1997 | "The Morning Sad" (Promo)    |
| 2015 | "Laughing in the Sugar Bowl" |